# 미도리카와 나오
미도리카와 나오(일본어: 緑川 なお, 한국명:채희란)는 토에이 애니메이션 제작의 애니메이션《스마일 프리큐어!》에 등장하는 가공의 인물이다. 애니메이션에서 목소리를 연기한 성우는 일본판은 이노우에 마리나, 한국판은 한수림이다.

## 인물소개
가족은 목수인 아버지와 전업주부 어머니 그리고 6명의 동생들이 있는 대가족으로 7남매의 장녀이다. 머리 모양은 노란색 리본으로 진한 초록색의 포니테일을 질끈 동여매고 있다.
스포츠가 특기인 활기차고 시원시원한 성격의 소녀. 이름인 나오는 일직선으로 똑바르고 곧게 자라라는 의미에서 아버지가 지어준 것이다. 그 이름처럼 불의를 보면 참지 못하며 약자를 편들어주고 강자에게 맞서는 올곧은 성품과 상대의 억지소리에도 분명하게 반박하는 배짱을 겸비했다.
동아리 부 활동은 여자축구부에 들어가있으며, 1학년 때부터 주전을 계속 차지하고있는 실력파인 소녀다. 또한 육상부원에 맞먹을정도로 달리기도 상당히 빠르다. 학교 교복은 항상 교복 위에 녹색의 조끼를 착용한다.(하복제외)
7남매의 장녀이자 맏이이기 때문에 부모님의 부재시에는 동생들을 돌봐주는게 많아, 요리나 재봉 등 가사 전반이 특기로 살뜰하고 가정적인 면도 있다. 키가 크고 늠름한 성격에 같은 여학생들에게 인기가 높다. 한편 귀여운 것을 좋아하는 소녀다운 면도 가지고 있다. 대식가 기질이 있으며, 벌레나 유령을 무서워하는 등 의외의 약점도 가지고 있다.
아오키 레이카와는 소꿉친구 사이로, 작중에서 함께 있는 경우가 많으며 서로에 대해 많은 것을 파악하고 있다. 그녀가 고민하며 침울해 할때는 가장 먼저 눈치채서격려해준다. 못하는 과목은 역사.도쿠가와 대의 첫 쇼군이 누구냐는 문제에 '도쿠가와 이에 머시기'라고 대답했다.

## 큐어 마치
바람의 힘을 가진 프리큐어로서 변신한 모습. 이미지 색상은 초록색.
변신 주문은 "프리큐어 스마일 차지!"
변신 후 대사는 "용기늠름 직구승부! 큐어 마치!" (勇気リンリン直球勝負! キュアマーチ!)
필살기
- 프리큐어 마치 슛[8]

바람의 힘으로 공중에 뜬 후, 한쪽 다리를 들어 올려 축구 공 모양처럼 만든 바람의 힘을 강하게 걷어차, 적을 정화한다. 한 번에 여러 에너지 공을 만들어 난사할 수도 있다.
- 프리큐어 마치 슛 임팩트

토네이도처럼 온몸에 바람을 두르고 고속으로 회전하여 강력한 바람의 에너지를 한쪽에 모아둔 다음 상대의 품에 들어가 강렬한 일격으로 상공에서 걷어차 날려버린다.

## 기타
한국판 성우의 경우 원래는 성우 전숙경이 캐스팅되어서 나오의 한국판 성우를 맡기로 하였으나 전숙경 본인이 개인사정을 이유로 고사하면서 대신 MBC 성우 출신인 성우 한수림이 캐스팅되었다.
전작에 나오는 YES! 프리큐어5의 큐어 민트(아키모토 코마치)에 이어서 탄생한 초록색 계열 프리큐어이지만 코마치는 독서 계열이고 나오는 스포츠 계열(축구)이며 전투면에서는 돌격형에 속한다.(큐어 민트는 지원형). 학년상에서는 큐어 민트가 한 학년 선배이며 연배상으로는 큐어 마치가 큐어 민트보다 1살 아래이다.(큐어 민트는 중3, 큐어 마치는 중2) 색농도면에서는 짙은 초록색 계열의 큐어 민트와는 다르게 큐어 마치는 연한 녹색 계열이다 가족면에서는 코마치는 손위로 언니가 있지만 나오는 동생이 6명이나 되는 장녀이다.
초기 설정상에서는 초록색이 아닌 보라색으로 설정되었던 적이 있었다. 이 보라색 프리큐어 설정은 후속작인 두근두근! 프리큐어의 큐어 소드가 가지게 된다.
이 작품에 나오는 프리큐어 중에서 유일하게 일반인 그것도 가족인 동생들이 보는 앞에서 큐어 마치로 변신하였던 캐릭터가 되었고 동시에 프리큐어로의 변신 상태에서 자신의 가족들을 지키기위해 싸우는 캐릭터가 되었다. 또한 프리큐어 상태에서 가족들과 대화를 나누었던 유일한 캐릭터이기도 하다.
프리큐어 멤버들 중 유일하게 벌레를 싫어하고 무서워하는 편으로 심지어는 무당벌레나 나비같은 곤충들까지도 무서워하며 직접보기만 해도 기겁을 하거나 도망을 간다. 자신보다 약하고 겁많은 야요이도 곤충을 보면 신기해하며 호기심을 가진 것에 비하면 야요이보다 강해보이면서도 곤충을 접하는 시선에서는 그녀와 정반대이다. 이 때문에 야요이가 손바닥에 얹었던 조그만 콩벌레를 보여줄 때 꿈틀대기만 했어도 크게 놀라며 비명을 지르기도 하고 콩벌레가 자신이 도망치다가 추락하여서 받아주었을 때에는 크게 놀라다가 기절까지 하게 되어서 다른 프리큐어들로부터 간호를 받기도 하였다.